# Linia M2 metra w Bukareszcie
Linia M2 (niebieska) w Bukareszcie – linia metra w stolicy Rumunii, Bukareszcie, licząca 18,6 km i 14 stacji.

## Historia
W 1986 r. oddano do użytku pierwszy odcinek linii M2, liczący 7 stacji:
- Piața Unirii
- Tineretului
- Constantin Brâncoveanu
- Piața Sudului
- Apărătorii Patriei
- IMGB
- Berceni

W kolejnym roku (1987) uroczyście otwartą drugą część linii. Łączna liczba stacji wzrosła do 13:
- Universitate
- Piața Romană
- Piața Victoriei
- Aviatorilor
- Aurel Vlaicu
- Pipera

W 1990 r. dobudowano stację Pieptănari pomiędzy Tineretului a Constantin Brâncoveanu.